# K239 Chunmoo
K239 Chunmoo — Южнокорейская реактивная система залпового огня, разработанная в 2013 году для замены устаревшего K136 Kooryong в вооружённых силах Республики Корея.

## Конструкция
K239 Chunmoo представляет собой самоходную реактивную систему залпового огня (РСЗО), способную запускать несколько различных управляемых или неуправляемых артиллерийских ракет.
K239 способен запускать 131-мм ракеты K33, но не 130-мм ракеты (такие как К30, К37 и К38), которые используются в предыдущей реактивной артиллерийской системе K136 Kooryong. Пусковая установка К239 несёт две пусковые установки, в которых могут размещаться три типа ракет:
- 20 131-мм неуправляемых ракет К33, использовавшиеся ранее на K136 Kooryong, с дальностью до 36 км (всего 40).
- 6  230-мм неуправляемых ракет КМ26А2, основанные на 227-мм неуправляемой ракете М26, используемой в M270 MLRS, также находящихся на вооружении южнокорейской армии, с дальностью до 45 км (всего 12).
- 6 239-мм управляемые ракеты либо с фугасной боевой частью, либо с кассетной, содержащей сотни бомб, с дальностью до 80 км (всего 12).[3]

239-мм ракеты имеют длину в 3,96 м и управляются с помощью GPS. Данная ракета предназначена для оснащения двумя типами боеголовок: осколочно-фугасной боеголовкой, разработанной как противобункерная, или кассетной боеголовкой с сотнями бомб для использования против пехоты в широком диапазоне. Осколочно-фугасная боеголовка взрывается при ударе для поражения личного состава и взрывается с задержкой для разрушения бункеров. Армия РК требовала, чтобы управляемая ракета имела проникающую боеголовку, которая использовалась бы в качестве решения для уничтожения бункеров против большого количества бункеров построенных вдоль демилитаризованной зоны.
Два разных типа ракетных блоков могут быть заряжены одновременно. Ракетный блок может запускать шесть 239-мм ракет за 30 секунд и всего 12 ракет за минуту. Перезарядить две ракетные блоки можно за семь минут. Ракета-носитель основана на шасси грузовика Doosan DST (теперь Hanwha Defense) K239L с колёсной формулой 8×8, с бронированной кабиной, которая защищает экипаж из 3 человек от огня стрелкового оружия и осколков артиллерийских снарядов, а также обеспечивает защиту от ОМП. Автомобиль может преодолевать уклоны с крутизной в 20 градусов и оснащен антиблокировочной тормозной системой, безопасными шинами и центральной системой накачки шин. Каждая пусковая установка Chunmoo соединена с машиной поддержки боеприпасов K239T, которая использует шасси грузовика того же типа и несёт четыре контейнера для перезарядки. Батарея Chunmoo армии РК состоит из 18 машин и использует ББМ K200A1 в качестве командирской машины.

### История
Разработка K239 Chunmoo началась в 2009 году и была завершена в конце 2013 года. Управление программы оборонных закупок Южной Кореи (DAPA) потратило 131,4 млрд вон (112,4 млн долларов) на проект по созданию замены РСЗО K136 Kooryong. Производство было начато в августе 2014 года. Основное назначение РСЗО Chunmoo — подавление артиллерийских систем КНДР в случае начала войны.

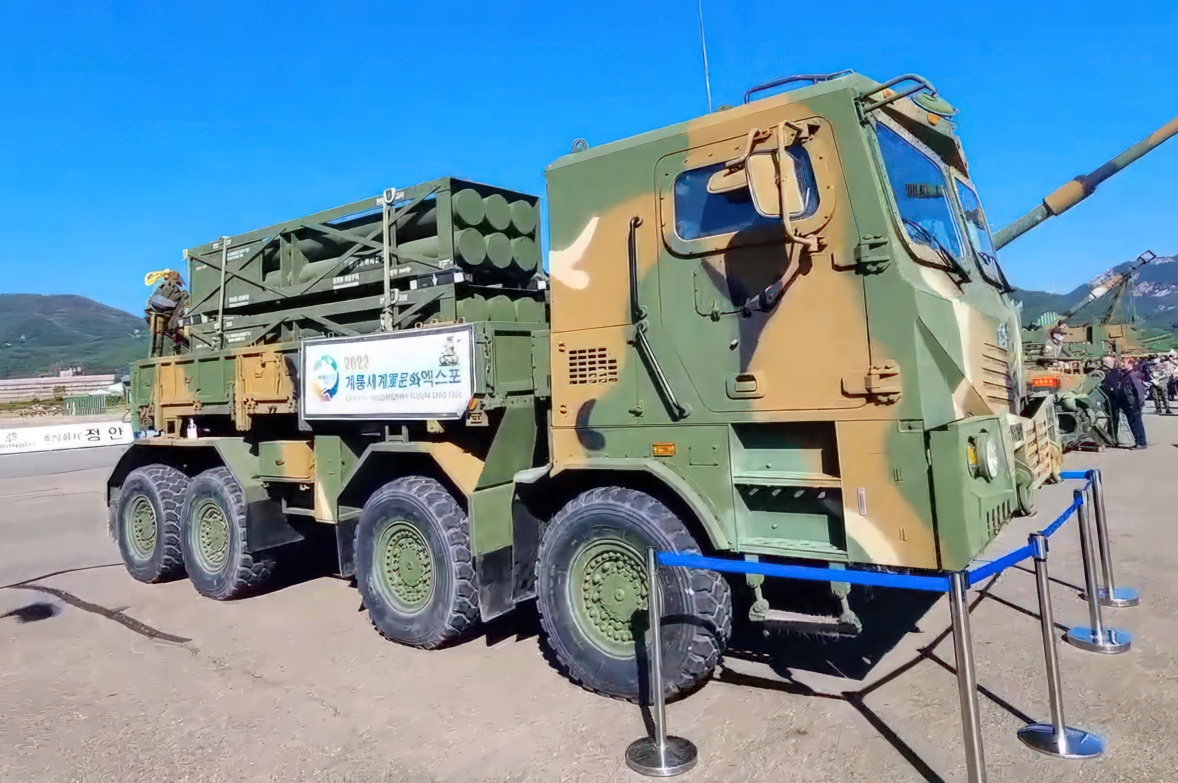
Транспортно-заряжающая машина K239T

- С целью снижения затрат на эксплуатацию и техническое обслуживание пусковая установка Chunmoo смонтирована на модифицированном шасси четырехосного грузовика, обладающего меньшей проходимостью по сравнению с гусеничными машинами.
- Артиллерийская часть не имеет постоянных пусковых рельс, что позволяет Chunmoo перевозить и использовать пусковые контейнеры с различными типами ракет на одной платформе.
- Кабина машины бронирована для защиты от малокалиберного стрелкового оружия и осколков артиллерийских снарядов.
- Оснащена грузоподъемным устройством, аналогичным таковому у M270. Расчётное максимальное время перезарядки составляет 10 минут.
- Система Chunmoo включает транспортно-заряжающую машину боеприпасов на общем шасси с колёсной формулой 8x8, и несет два комплекта транспортно-разгрузочных контейнеров.
- Корейская армия потребовала, чтобы Chunmoo был разработан для стрельбы различными типами боеприпасов. В основном 227-мм стандартными ракетами, а также 131-мм и 239-мм ракетами. Максимальная дальность 131-мм ракет до 36 км и примерно до 80 км у 239мм ракет.
- Запуск ракет может производиться из кабины боевой машины, либо с помощью устройства дистанционного управления огнём.
- Система Chunmoo может перевозиться самолетами типа C-130, чтобы её можно было легко развернуть.

В октябре 2014 года Южная Корея объявила о закупке 58 РСЗО Chunmoo. В августе 2015 года армия РК начала развертывание батарей.

## Улучшения

### Ракеты увеличенной дальности
В июне 2022 года Южнокорейское агентство оборонного развития (ADD) сообщило о работах по увеличению дальности полета 239-мм ракет Chunmoo до 200 км. Это дало бы им дальность действия, аналогичную северокорейской 300-мм KN-09. Усилия по исследованиям и разработкам оценивают технологию ракетного двигателя с воздуховодом, которая добавляет воздухозаборник, который поглощает внешний воздух и объединяет его с газогенератором для сжигания и создания большей тяги, а также с клапаном, который регулирует поток газа для маневрирования. Также разрабатываются более крупные 400-мм ракеты, которых Chunmoo сможет нести до 4 единиц.

### Ure-2 (СТМ 290)
27 апреля 2022 года Управление программы оборонных закупок Южной Кореи объявило о плане разработки устанавливаемого на транспортном средстве тактической управляемой ракеты класса «земля-земля» (Ure-2). Целью данного проекта разработки является усовершенствование существующей ракеты Ure-1 для увеличения дальности полета со 180 км до 290 км и интегрировать системы тактических баллистических ракет в различные типы ракетных комплексов, таких как K239 Chunmoo. Проект разработки планируется начать в 2023 году, и планируется завершить разработку с общим бюджетом в 1,56 трлн вон (1,232 млрд доллара США) к 2034 г.
21 декабря 2022 года Агентство оборонного развития провело публичные испытания Ure-2, находящегося в стадии доработки, на испытательном полигоне Анхын. Ракета была установлена и после пуска поразила цель на расстоянии в 200 километров.
13 марта 2023 года 150-й комитет по продвижению оборонных проектов обсудил и утвердил базовую стратегию и план разработки системы для разработки тактической ракеты класса «земля-земля», а пересмотренный план включал завершение разработки Ure-2 к 2032 году, то есть на два года раньше предыдущего плана.

## На вооружении

Операторы K239 Chunmoo (Отмечены синим цветом)

- Саудовская Аравия: неизвестное количество стоит на вооружении сухопутных войск.[14]
- Республика Корея: всего 218 единиц стоят на вооружении сухопутных войск и корпуса морской пехоты.
- ОАЭ: всего 12 единиц стоят на вооружении сухопутных войск.[15][16][17]
- Польша: всего 99 единиц на вооружении по состоянию на июнь 2025 года.[18] Заключён контракт на поставку 288 единиц, которые должны поступать на вооружение сухопутных войск в 2023 году.[19][20][21]